# Andrew Tang (pilota automobilistico)
Andrew Tang (Singapore, 13 novembre 1994) è un ex pilota automobilistico singaporiano, attivo dal 2013.

## Principali risultati
| Stagione | Serie                    | Team                      | Gare | Vittorie | Pole | GpV | Podi | Punti | Pos. |
| -------- | ------------------------ | ------------------------- | ---- | -------- | ---- | --- | ---- | ----- | ---- |
| 2013     | Formula Renault 2.0 Alps | Jenzer Motorsport         | 14   | 0        | 0    | 0   | 0    | 18    | 20°  |
| 2013     | Toyota Racing Series     | Jenzer Motorsport         | 15   | 0        | 0    | 0   | 0    | 345   | 15°  |
| 2014     | Toyota Racing Series     | Neale Motorsport          | 15   | 3        | 1    | 5   | 9    | 794   | 1°   |
| 2015     | 12 Ore di Sepang         | GDL Motorsport Racing     | 1    | 0        | 0    | 0   | 0    | N/A   | 4°   |
| 2016     | Porsche Carrera Cup Asia | Porsche China Junior Team | 12   | 2        | 1    | 3   | 4    | 172   | 4°   |
| 2017     | China GT Championship    | JRM JiaRui-TengDa         | 10   | 0        | 3    | 0   | 4    | 123   | 3°   |
| 2017     | Porsche Carrera Cup Asia | Porsche China Junior Team | 13   | 0        | 2    | 1   | 6    | 186   | 4°   |
| 2018     | 12 Ore di Bathurst       | Team Carrera Cup Asia     | 1    | 0        | 0    | 0   | 0    | N/A   | Nc   |